# Los Angeles Clippers 2003-2004
La stagione 2003-04 dei Los Angeles Clippers fu la 34ª nella NBA per la franchigia.
I Los Angeles Clippers arrivarono settimi nella Pacific Division della Western Conference con un record di 28-54, non qualificandosi per i play-off.

## Roster
| N° | Naz.                           | Ruolo | Sportivo           | Anno | Alt. | Peso |
| -- | ------------------------------ | ----- | ------------------ | ---- | ---- | ---- |
| 1  | Stati Uniti (bandiera)         | G     | Keyon Dooling      | 1980 | 191  | 89   |
| 2  | Stati Uniti (bandiera)         | C     | Melvin Ely         | 1978 | 208  | 118  |
| 3  | Stati Uniti (bandiera)         | G     | Quentin Richardson | 1980 | 198  | 101  |
| 5  | Stati Uniti (bandiera)         | G     | Eddie House        | 1978 | 185  | 82   |
| 9  | Stati Uniti (bandiera)         | G     | Randy Livingston   | 1975 | 193  | 95   |
| 14 | Serbia e Montenegro (bandiera) | C     | Predrag Drobnjak   | 1975 | 211  | 122  |
| 16 | Cina (bandiera)                | C     | Wang Zhizhi        | 1977 | 213  | 116  |
| 20 | Serbia e Montenegro (bandiera) | G     | Marko Jarić        | 1978 | 201  | 90   |
| 21 | Stati Uniti (bandiera)         | GA    | Bobby Simmons      | 1980 | 201  | 95   |
| 22 | Stati Uniti (bandiera)         | A     | Matt Barnes        | 1980 | 201  | 107  |
| 24 | Stati Uniti (bandiera)         | G     | Doug Overton       | 1969 | 191  | 86   |
| 30 | Haiti (bandiera)               | AC    | Olden Polynice     | 1964 | 211  | 100  |
| 35 | Stati Uniti (bandiera)         | C     | Chris Kaman        | 1982 | 213  | 122  |
| 41 | Stati Uniti (bandiera)         | A     | Glen Rice          | 1967 | 201  | 98   |
| 42 | Stati Uniti (bandiera)         | A     | Elton Brand        | 1979 | 203  | 125  |
| 50 | Stati Uniti (bandiera)         | A     | Corey Maggette     | 1979 | 198  | 99   |
| 54 | Stati Uniti (bandiera)         | A     | Chris Wilcox       | 1982 | 208  | 100  |

## Staff tecnico
- Allenatore: Mike Dunleavy
- Vice-allenatori: Jim Eyen, Kim Hughes, Rory White, Neal Meyer
- Preparatore atletico: Jasen Powell